# Narodowa Demokracja
Narodowa Demokracja, ruch narodowy, obóz narodowy lub endecja (od skrótu ND) – polski ruch polityczny o ideologii nacjonalistycznej, powstały pod koniec XIX wieku. Głównym ideologiem i współzałożycielem Narodowej Demokracji był Roman Dmowski.

## Historia

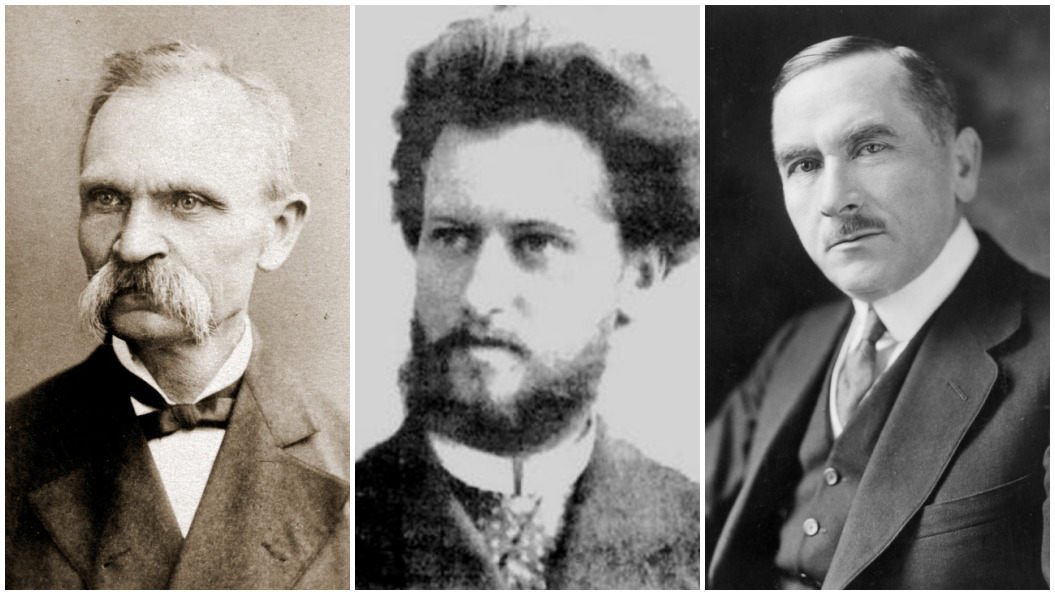
Zygmunt Miłkowski, Zygmunt Balicki i Roman Dmowski

### Okres zaborów

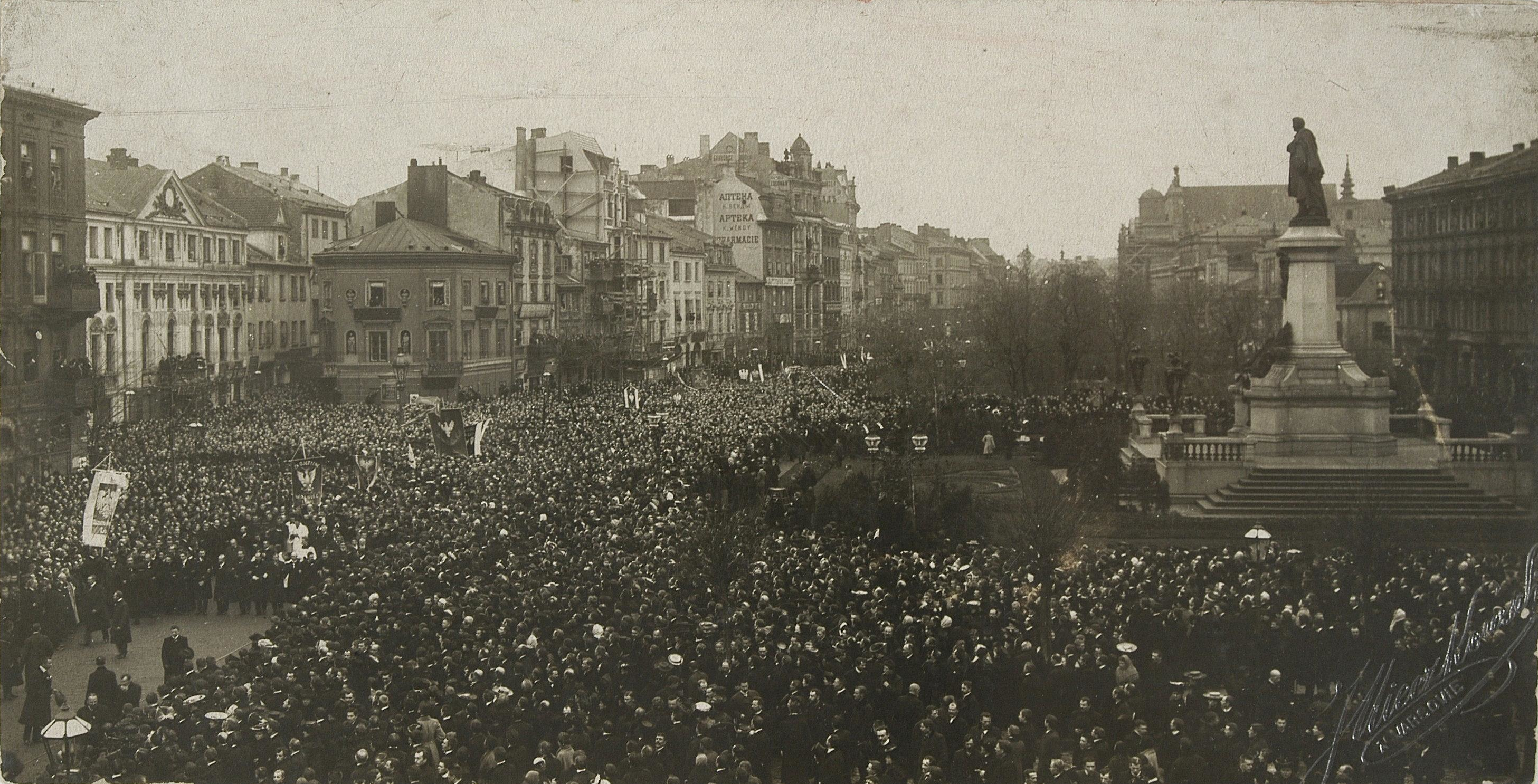
Pochód narodowy w Warszawie 5 listopada 1905 roku – zorganizowany przez Narodową Demokrację

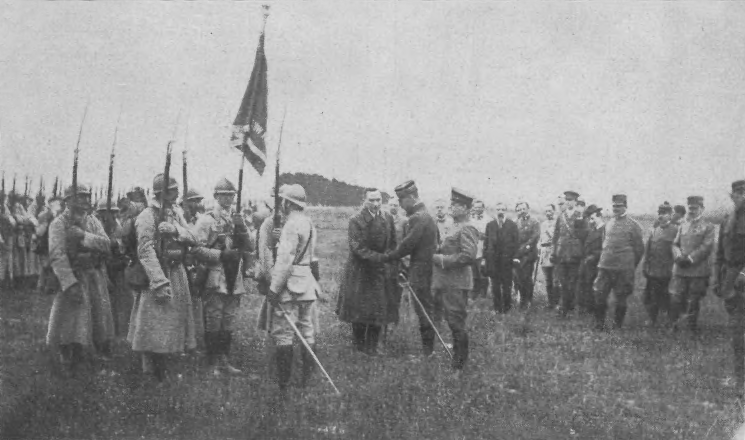
Roman Dmowski, prezes KNP i zwierzchnik Armii Polskiej we Francji wręcza sztandar żołnierzom (1918)

W 1887 powstały dwie tajne organizacje:
- Liga Polska, założona w Genewie przez weterana Powstania Styczniowego Zygmunta Miłkowskiego,
- Związek Młodzieży Polskiej „Zet”, założony w Krakowie przez Zygmunta Balickiego.

W 1888 „Zet” włączono do Ligi Polskiej.
Początek ruchu narodowego datuje się na 1893 rok, gdy radykalni działacze Ligi Polskiej – Roman Dmowski, Teofil Waligórski, Karol Raczkowski, Jan Ludwik Popławski i Zygmunt Balicki – przejęli władzę w organizacji przez zamach, zmienili nazwę na Liga Narodowa i sformułowali program polityczny oparty na zasadach pragmatyzmu, efektywnej organizacji pracy politycznej i ideologii nacjonalizmu. 17 kwietnia 1894 Liga Narodowa zorganizowała manifestację patriotyczną w setną rocznicę insurekcji kościuszkowskiej, którą nazwano Kilińszczyzną. W wyniku carskich represji główni działacze (Jan Ludwik Popławski, Roman Dmowski) zostali najpierw aresztowani i uwięzieni w Cytadeli Warszawskiej, a później udali się na przymusową emigrację do Galicji. Głównym organem prasowym ruchu był założony przez Dmowskiego w 1895 „Przegląd Wszechpolski”, wydawany we Lwowie, od 1901 w Krakowie i kolportowany na terenie wszystkich zaborów.
W 1897 działacze Ligi Narodowej utworzyli Stronnictwo Narodowo-Demokratyczne, które działało na terenie wszystkich zaborów, początkowo jako tajna organizacja, później jako jawnie działająca partia polityczna. Po wprowadzeniu samorządów chłopskich, w wyniku przeprowadzonej przez Narodową Demokrację od stycznia do marca 1905 roku akcji składania wniosków o wprowadzenie języka polskiego do gmin, władze rosyjskie zmuszone zostały w czerwcu 1905 roku do dopuszczenia języka polskiego jako urzędowego na równi z językiem rosyjskim na szczeblu gminnym w Królestwie Kongresowym. W zaborze rosyjskim Stronnictwo wzięło udział w wyborach do Dumy, posłowie SND, m.in. Roman Dmowski i Władysław Grabski utworzyli w niej Koło Polskie. Zgodnie z programem Narodowi Demokraci zwalczali zaciekle lewicę, zarówno rewolucyjną SDKPiL jak niepodległościową PPS Piłsudskiego.
Endecja potępiła rewolucję w 1905 roku, łódzka „Gazeta Polska” nawoływała do zdławienia socjalistycznej anarchii, liczba morderstw politycznych osiągnęła 40-50 w ciągu tygodnia. W okresie tym przeciwnicy Dmowskiego uważali, że zawarł on tajne porozumienie z carem w celu zwalczania PPS. Pomimo potępienia rewolucji endecy angażowali się w działalność patriotyczno-narodową. 5 listopada 1905 Stronnictwo Narodowo-Demokratyczne zorganizowało największą w okresie zaborów, 200-tysięczną manifestację nazwaną pochodem narodowym. Maszerowano pod symbolami niepodległej Polski, sztandarami z Orłem Białym spod pomnika Adama Mickiewicza w kierunku Alei Ujazdowskich. Na tle zachowawczej postawy endecji doszło w latach 1908–1911 do rozłamu, w wyniku którego od endecji oderwały się Związek Młodzieży Polskiej „Zet”, Narodowy Związek Robotniczy i Narodowy Związek Chłopski. Uważa się, że działalność Narodowej Demokracji w okresie rewolucji doprowadziła do wzmożonej niechęci między Polakami i Żydami, a apele Polskiej Partii Socjalistycznej o złagodzenie napięć na tle narodowościowym i wspólną walkę z caratem okazały się bezskuteczne.

### I wojna światowa

Komitet Narodowy Polski w Paryżu (1918)

W trakcie I wojny światowej polski ruch narodowy opowiedział się po stronie państw ententy, najpierw Rosji, tworząc Legion Puławski a później, po klęskach armii rosyjskiej Komitet Narodowy Polski (1917–1919) w Paryżu i Błękitną Armię gen. Hallera. Dzięki zabiegom dyplomatycznym Dmowskiego na konferencji w Wersalu, Polska odzyskała Pomorze i w dużej mierze również Wielkopolskę i część Górnego Śląska, gdzie dominujący ruch narodowy odegrał dużą rolę w powstaniach przeciw Niemcom.

### II Rzeczpospolita

Mieczyk Chrobrego Obozu Wielkiej Polski

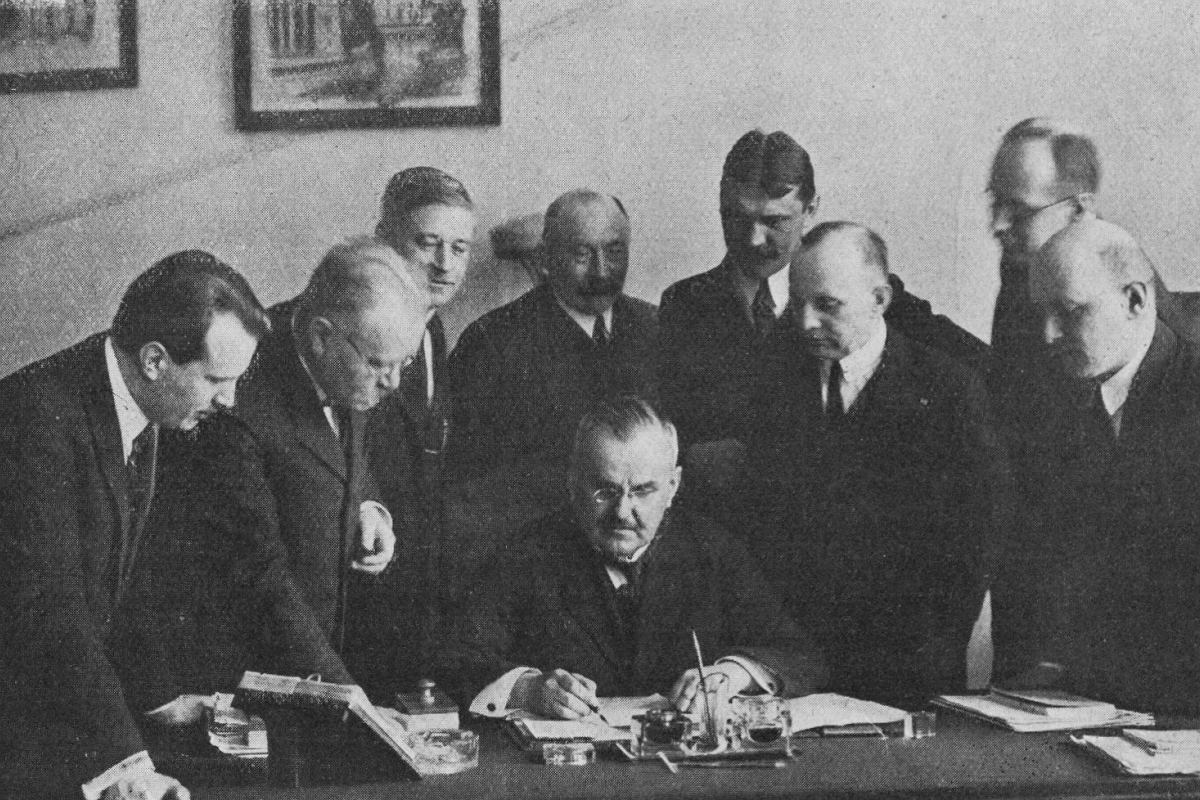
Premier Władysław Grabski ze Związku Ludowo-Narodowego wraz ze swoimi współpracownikami (1925)

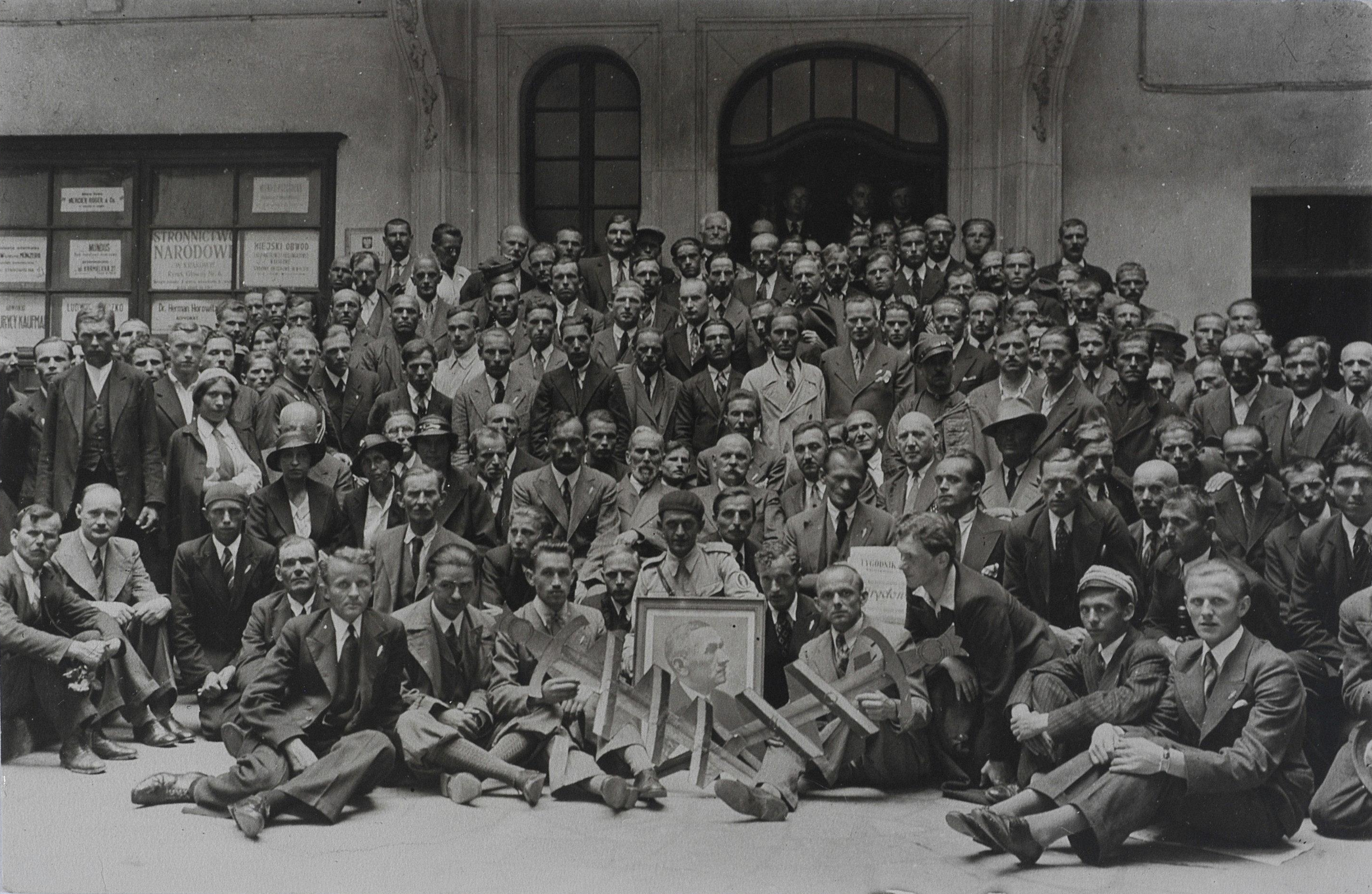
Członkowie Stronnictwa Narodowego w Krakowie (1930)

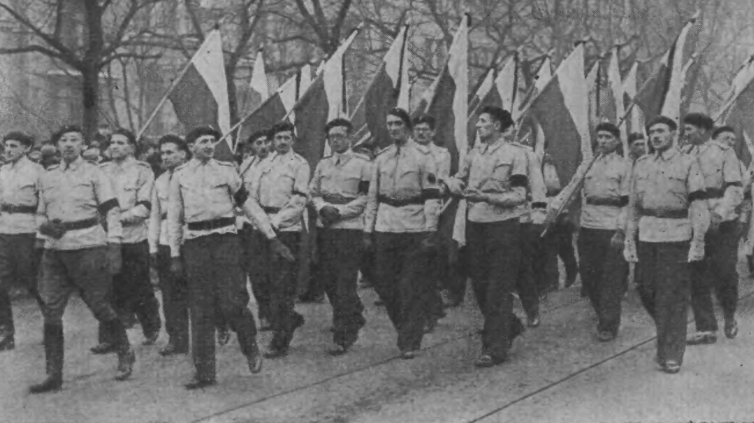
Działacze SN na pogrzebie Dmowskiego w Warszawie (1939)

Po odzyskaniu niepodległości ruch narodowy zorganizował się w partię polityczną pod nazwą Związek Ludowo-Narodowy, przekształconą w 1928 roku w Stronnictwo Narodowe (SN). W pierwszych latach powojennych Narodowa Demokracja była dominującą polską siłą polityczną, brała udział w rządach, ale nie udało się jej zdobyć większości w Sejmie i pełni władzy. Przegrana kandydata endecji w wyborach prezydenckich w grudniu 1922 roku wywołała w jej kręgach gwałtowną reakcję. Wybrany głosami lewicy, ludowców i mniejszości prezydent RP Gabriel Narutowicz stał się obiektem napastliwej endeckiej kampanii. 16 grudnia 1922 roku prezydent Narutowicz został zastrzelony przez sympatyka, a wcześniej działacza ruchu narodowego – Eligiusza Niewiadomskiego. Pogrzeb straconego zabójcy na Powązkach przerodził się w masową manifestację poparcia dla niego, uznawanego w niektórych kręgach Narodowej Demokracji za bohatera.
Roman Dmowski i endecja byli postrzegani jako partnerzy dla dyplomacji ZSRR – w opozycji do Józefa Piłsudskiego. Wynikało to z historycznego kontekstu – endecja kierowana przez Dmowskiego była antybrytyjska i antyniemiecka, a w Moskwie doskonale zdawano sobie sprawę z prorosyjskich sympatii Romana Dmowskiego i jego stronników. Dochodził do tego czynnik ekonomiczny: polskie kręgi związane z endecją łudziły się, że odzyskają swoje tradycyjne rynki zbytu na Wschodzie, które przynosiły im niemałe dochody w nieodległych czasach Imperium Rosyjskiego. Ówczesny ambasador ZSRR w Polsce Piotr Wojkow wiedział, że endecja była jedną z najważniejszych sił politycznych Drugiej Rzeczypospolitej i że miała duży wpływ na kierunki polityki wewnętrznej oraz zagranicznej – różnice ideologiczne nie były w tym przypadku przeszkodą. 31 grudnia 1925 roku doszło więc do dwugodzinnego spotkania Romana Dmowskiego z ambasadorem ZSRR w Polsce Piotrem Wojkowem. Według relacji Wojkowa spotkanie miało bardzo interesujący przebieg, a obaj rozmówcy dokładali wszelkich starań, aby znaleźć łączące ich tematy. Niecałe trzy miesiące później, 22 marca 1926 roku, sekretarz ambasady ZSRR w Polsce Michaił Arkadiew pisał do członka kolegium Ludowego Komisariatu Spraw Zagranicznych ZSRR (NKID), kierownika Wydziału Politycznego i Wydziału Krajów Nadbałtyckich i Polski Mieczysława Łoganowskiego, tak przedstawiając efekty „dyplomatycznych” działań sowieckich w polskich kręgach politycznych:
„Jesteśmy w stopniu dostatecznym, a może nawet zbyt mocno, związani z endekami, zarówno z politykami, jak i kręgami gospodarczymi.”
Z badań historycznych i analizy źródeł dyplomatycznych, wyłania się obraz, że ówczesna działalność endecji nie ograniczała się jedynie do symbolicznego sekowania Marszałka Józefa Piłsudskiego i jego środowiska, ale była to także świadoma działalność agenturalna na rzecz ZSRR. Celem ZSRR była sowietyzacja II Rzeczypospolitej, tym razem nie przez podbój militarny, jak w latach 1919–1920, ale na drodze ekonomicznej.
Niemniej w doktrynie Narodowej Demokracji silnie zaznaczony był ideologiczny antykomunizm. Uznawano, że komunizm rosyjski jest zagrożeniem dla cywilizacji zachodniej i chrześcijaństwa, a także własności prywatnej. Krytykowano ZSRR za despotyczny i azjatycki sposób rządzenia, a także wieloetniczny charakter rządów. W 1923 Zygmunt Berezowski domagał się od władz polskich reakcji w sprawie procesu księży katolickich w ZSRR. Z endecją związane było Porozumienie Organizacji Współdziałających w Zwalczaniu Komunizmu. Jego przewodniczącą w latach 30. była posłanka Stronnictwa Narodowego Ewelina Pepłowska.
Od przewrotu majowego (1926) endecja była systematycznie zwalczana przez sanację. W odpowiedzi na to w grudniu 1926 roku powstała pozaparlamentarna organizacja opozycyjna – Obóz Wielkiej Polski (OWP), na czele z Romanem Dmowskim i składająca się głównie z nacjonalistycznie nastawionej młodzieży. Głównym celem OWP była pozaparlamentarna walka o władzę z sanacją, a jednym z głównych haseł była walka z mniejszością żydowską w Polsce. OWP stał się organizacją masową skupiającą około 250 tysięcy członków. Narodowa Demokracja obejmowała w tamtym okresie: partie polityczne, związki zawodowe, stowarzyszenia młodzieżowe, kobiece i sportowe. Władza sanacyjna, widząc realne zagrożenie, w marcu 1933 roku zdelegalizowała OWP, a działaczy poddała represjom.
Po rozwiązaniu OWP, jego działacze próbowali utworzyć podobną organizację, czego efektem był „pierwszy” Związek Młodych Narodowców (od grudnia 1937 roku jako „Ruch Narodowo–Państwowy”). Kierownictwo Stronnictwa Narodowego zdecydowało jednak, aby utworzyć w ramach partii odrębne sekcje dla członków byłego OWP, które były nazywane „sekcjami młodych”. Zdecydowana większość młodych narodowców przeszła więc do Sekcji Młodych Stronnictwa Narodowego. Z tego względu SN stało się partią masową i największym ugrupowaniem w II Rzeczypospolitej. Część młodych narodowców nie chciała wstępować do SN, czego efektem był utworzony w lutym 1934 roku „drugi” Związek Młodych Narodowców, który w późniejszym okresie odszedł z obozu narodowego do obozu rządowego.
Największa grupa radykałów wyłamała się z obozu narodowego w kwietniu 1934, tworząc Obóz Narodowo-Radykalny (ONR), zdelegalizowany po kilku miesiącach działalności. Nie należy traktować ONR jako integralnej części obozu narodowego, a jako organizację rozłamową, dążącą do stworzenia całkowicie nowego ruchu. W ONR była wyraźna fascynacja antysemityzmem i włoskim faszyzmem. Wkrótce po delegalizacji ONR podzielił się na dwie zwalczające się grupy: Obóz Narodowo-Radykalny ABC oraz Ruch Narodowo-Radykalny Bolesława Piaseckiego.
W latach 30. XX wieku główną formacją Narodowej Demokracji pozostawało Stronnictwo Narodowe kierowane przez Romana Dmowskiego. W SN toczyła się walka między narodowo–liberalnym skrzydłem „starych”, a „młodymi” skłaniającymi się ku autorytaryzmowi. Po wyeliminowaniu wpływów „starych” doszło do podziału „młodych” na ekstremistyczną frakcję Jędrzeja Giertycha i grupę Tadeusza Bieleckiego bardziej skłonną do kompromisu z sanacją.

### II wojna światowa

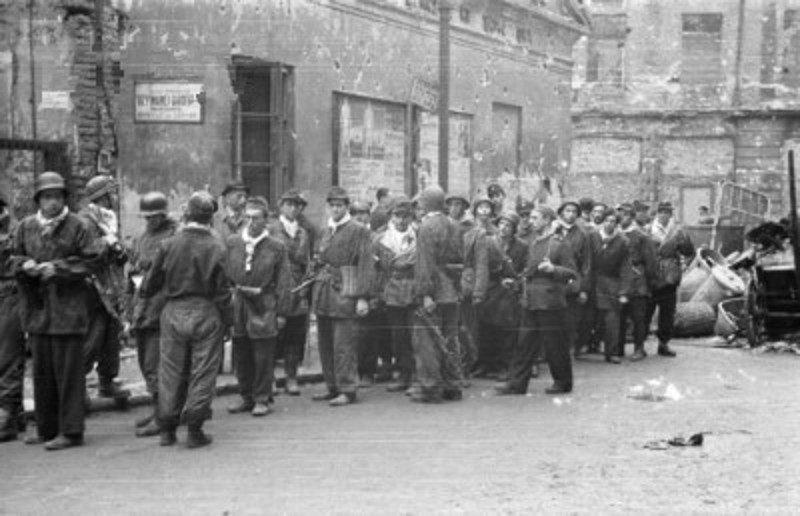
Żołnierze batalionu AK-NOW „Gustaw” podczas powstania warszawskiego (1944)

Podczas II wojny światowej Stronnictwo Narodowe (tzw. „Kwadrat”) należało do głównych sił polskiego podziemia wchodząc w skład Politycznego Komitetu Porozumiewawczego. W lipcu 1942 w SN doszło do rozłamu, gdyż grupa skupiona wokół pisma „Wielka Polska” sprzeciwiała się scaleniu z Armią Krajową (secesjoniści powrócili do SN w kwietniu 1944). Działały też mniejsze ugrupowania wywodzące się z Narodowej Demokracji: Ojczyzna, Narodowo-Ludowa Organizacja Wojskowa, Związek Jaszczurczy, Konfederacja Narodu. Ruch narodowy zorganizował własne oddziały partyzanckie – Narodową Organizację Wojskową, Narodowe Siły Zbrojne i Narodowe Zjednoczenie Wojskowe. Narodowcy zostali poddani szczególnym prześladowaniom ze strony Niemców i Ukraińców oraz Sowietów.
Grupa z Andrzejem Świetlickim na czele (Narodowa Organizacja Radykalna) podjęła próbę kolaboracji z hitlerowcami, współpraca została jednak zerwana przez Niemców, którzy ostatecznie aresztowali przywódców NOR.

### Okres PRL
Organizacje ruchu narodowego podzieliły się na organizacje antykomunistyczne i te skłonne do współpracy z rządem.
Rozbite przez okupantów niemieckich Stronnictwo Narodowe zostało po wojnie zdelegalizowane. Pod koniec 1945 roku ambasador USA Arthur Bliss Lane próbował nakłonić władze komunistyczne do zalegalizowania działalności Stronnictwa Narodowego argumentując, że „ograniczenie ilości partii politycznych jest sprzeczne z duchem porozumień jałtańskich i porozumieniem osiągniętym w Moskwie”. W tym celu utworzony został w lipcu 1945 r. Komitet Legalizacyjny SN (m.in. Stanisław Rymar, Karol Stojanowski, Leon Dziubecki, Szymon Poradowski, Stanisław Kozicki i Tadeusz Kobylański), stanowiący próbę znalezienia przez endecję miejsca w powojennej rzeczywistości, jednak ostatecznie władze komunistyczne odmówiły zgody na legalizację. Inna grupa działaczy (Władysław Matus, Leon Dziubecki, Tadeusz Macinski) pozostawała w nieprzejednanej opozycji do władz komunistycznych, prowadząc do końca 1946 r. (w terenie dłużej) działalność konspiracyjną.
W grudniu 1944 Bolesław Piasecki nawiązał współpracę z NKWD i stał się częścią kręgu władz komunistycznych. 18 sierpnia 1945 otrzymał oficjalną zgodę na wydawanie koncesjonowanego „katolickiego” tygodnika Dziś i Jutro – pierwszy numer ukazał się 25 listopada 1945. W 1947 roku Piasecki założył wraz z grupą byłych działaczy ONR Stowarzyszenie „Pax” – organizację ocenianą jako dywersyjną, za pomocą której komunistyczna władza próbowała rozsadzić od wewnątrz i podporządkować sobie Kościół katolicki w PRL. „Pax” m.in. współtworzył ruch „księży patriotów”, atakował Episkopat Polski za „dążenie do przywrócenia kapitalizmu”, popierał proces biskupa Kaczmarka i uwięzienie prymasa Stefana Wyszyńskiego.

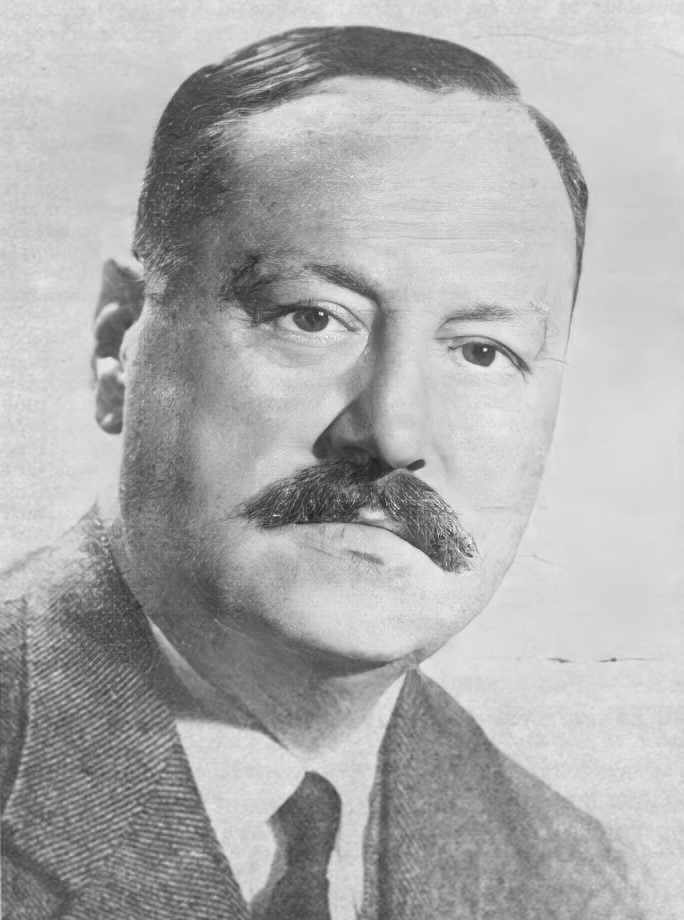
Tadeusz Bielecki - wieloletni prezes emigracyjnego Stronnictwa Narodowego

Na emigracji działało Stronnictwo Narodowe pod przywództwem Tadeusza Bieleckiego, wydające w Londynie czasopismo „Myśl Polska”. W 1961 od SN oderwała się grupa skupiona wokół Jędrzeja Giertycha i wydawanego przez niego wspólnie z Witoldem Olszewskim pisma „Horyzonty”, postulująca kompromis z władzami PRL i ZSRR.
Inna grupa przedwojennych działaczy endeckich (głównie z organizacji „Ojczyzna”) z Zygmuntem Wojciechowskim na czele zaangażowała się w tworzenie i działalność Instytutu Zachodniego. Próbę odbudowy konspiracyjnego ruchu narodowego pod nazwą Liga Narodowo-Demokratyczna podjęli w 1959 Przemysław Górny i Józef Kossecki; grupa została po roku rozbita przez Służbę Bezpieczeństwa. W drugiej połowie lat 70. pojawiły się kolejne ugrupowania nawiązujące do tradycji endeckiej: Ruch Młodej Polski, Polski Komitet Obrony Życia i Rodziny (potem Komitet Samoobrony Polskiej), Ruch Porozumienia Narodowego, Niezależna Grupa Polityczna.
W 1981 roku krąg osób o poglądach narodowych utworzył Zjednoczenie Patriotyczne „Grunwald” (zarejestrowane 25 kwietnia 1981). ZP „Grunwald” miał przyzwolenie kierownictwa PZPR na publiczne głoszenie haseł narodowych i przeciwsemickich. W swoich szeregach skupiał najzagorzalszych przeciwników „Solidarności”. Członkowie ugrupowania za cel swoich propagandowych ataków obrali opozycjonistów wywodzących się z KOR i próbowali w okresie karnawału „Solidarności” wykorzystać schemat nagonki antysemickiej znanej z marca 1968. ZP „Grunwald” zrzeszał głównie osoby bezpartyjne, ale działał w porozumieniu z nieformalną frakcją PZPR (tzw. „beton” lub frakcja Albina Siwaka) i wspierany był przez Komitet Warszawski PZPR i takich działaczy jak Stefan Olszowski, Stanisław Kociołek czy Walery Namiotkiewicz. Staraniem ZP „Grunwald” zostały wydane m.in. niektóre dzieła Romana Dmowskiego. Autorem taktyk propagandowych ZP „Grunwald” był Józef Kossecki. Ważniejsi działacze to m.in.: Bohdan Poręba, Józef Kossecki, Tadeusz Bednarczyk, Edward Prus, Franciszek Cymbarewicz, Kazimierz Ćwójda, Wit Gawrak, Ignacy Łakomiec, Roman Moraczewski, Bogusław Rybicki, Kazimierz Studentowicz, Mieczysław Trzeciak, Władysław Wójcik. ZP „Grunwald” zgłosił akces do PRON i poparł stan wojenny (1981-1983). W szczytowym okresie działalności, który przypadł na rok 1981, należało do niego około 1200 osób, w tym wielu oficerów LWP i MO (zwłaszcza rezerwistów i w stanie spoczynku), związanych ze środowiskiem „moczarowców”. ZP „Grunwald” działał swobodnie do końca PRL.
W latach 70. i 80. działacze ruchu narodowego Maciej Giertych (w Polsce) i Jędrzej Giertych (w Londynie), nawiązując do tradycji politycznej wczesnej Narodowej Demokracji zwalczali opozycję demokratyczną, którą uważali za „lewicową”, poparli stan wojenny oraz uznawali ZSRR za „gwaranta stabilności i bezpieczeństwa Polski”.
W 1989 Roman Giertych założył Młodzież Wszechpolską powołując się na „tradycję przedwojennej organizacji o tej samej nazwie i ruchu narodowego, a zwłaszcza dorobek myśli politycznej Romana Dmowskiego”. Zjazd Założycielski MW odbył się 2 grudnia 1989 w Poznaniu. Główny referat wygłosił Roman Giertych, w którym m.in. podkreślił „ponadklasowy charakter nazwy organizacji” i zakończył swoje wystąpienie nakreśleniem celów jakie postawi sobie MW. Na prezesa Rady Naczelnej MW został wybrany Roman Giertych.

### III Rzeczpospolita

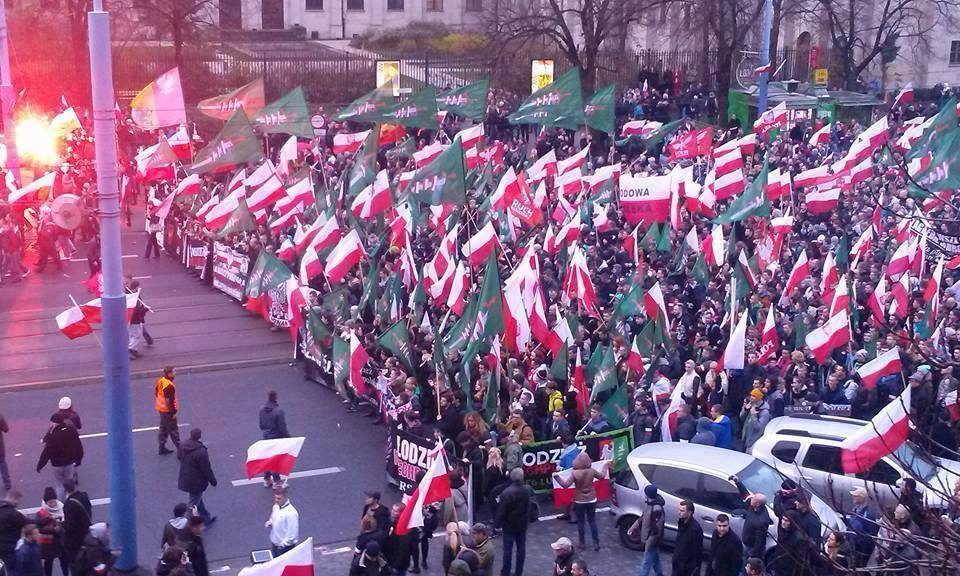
Młodzież Wszechpolska na Marszu Niepodległości (2015)

Po 1989 różne środowiska endeckie starały się odbudować Stronnictwo Narodowe, część działała także w Zjednoczeniu Chrześcijańsko-Narodowym. Formalnym spadkobiercą emigracyjnego SN było Stronnictwo Narodowo-Demokratyczne, w 2001 przemianowane na Ligę Polskich Rodzin. Po politycznym wygaśnięciu działalności LPR najbardziej znanymi organizacjami odwołującymi się do idei Narodowej Demokracji są obecnie Ruch Narodowy (będący częścią federacyjnej partii Konfederacja) wraz z stowarzyszoną organizacją młodzieżową o nazwie Młodzież Wszechpolska. 
W maju 2016 działacze i posłowie związani z ruchem Kukiz’15 oraz publicysta Rafał Ziemkiewicz założyli Stowarzyszenie „Endecja”, które miało odwoływać się do tradycji Narodowej Demokracji. Celem „Endecji” miało być promowanie idei Romana Dmowskiego oraz konsolidowanie środowisk narodowych.

## Główne założenia ideowe i programowe

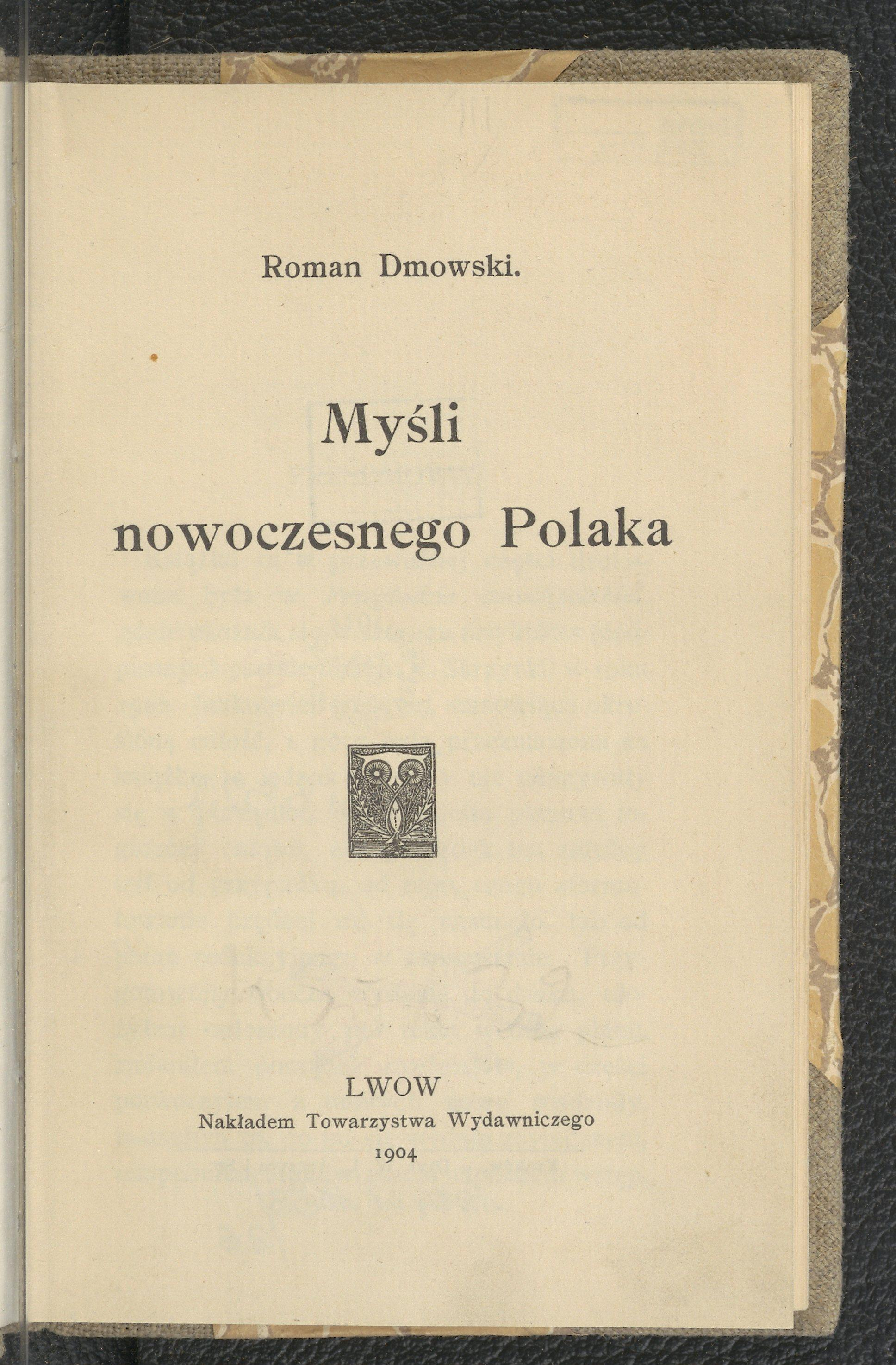
Strona tytułowa „Myśli nowoczesnego Polaka” Romana Dmowskiego

Program Narodowej Demokracji sformułowany został na przełomie XIX i XX wieku i ogłoszony w publikacjach Romana Dmowskiego, przede wszystkim w pracy Myśli nowoczesnego Polaka (1902) i Zygmunta Balickiego Egoizm narodowy wobec etyki (1902), według którego wartości etyczne jednostki muszą się podporządkować interesom narodu.
Ideą przewodnią ideologii Narodowej Demokracji jest nacjonalizm. Według Dmowskiego najwyższym dobrem jest dobro narodu polskiego, rozumianego jako wspólnota etniczna, niezależnego od podziałów zaborczych lub klasowych. Pod wpływem darwinizmu społecznego Dmowski sformułował tezę o permanentnej walce o przetrwanie między narodami, postrzeganej jako pozytywna, kształtująca świadomość narodową, hartująca i wzmacniająca. Przez pryzmat tak sformułowanego konfliktu Dmowski postrzegał narody sąsiednie jako mniejsze lub większe zagrożenie dla Polaków. Za największe uznał zagrożenie ze strony Niemiec, natomiast Rosjan, ze względów geopolitycznych, uznał po 1905 r. za sprzymierzeńców w walce z Niemcami i propagował lojalizm wobec władz rosyjskich. Program ten zdobył szerokie uznanie i poparcie we wszystkich zaborach.
Realizm polityczny nakazywał Narodowej Demokracji zaprzestanie walki zbrojnej o niepodległość, wykorzystanie istniejących prawnych możliwości w państwach zaborczych do zbudowania sprawnej, powszechnej organizacji skupiającej Polaków, rozbudzenie i umocnienie wśród nich świadomości narodowej. Narodowi demokraci dążyli do pozyskania dla idei narodowej najszerszych mas ludowych, przede wszystkim chłopstwa, dlatego podkreślali demokratyzm swego programu. Najważniejszym przeciwnikiem ideologicznym jest lewica i socjalizm, rozbijające jedność narodu. Zwalczając socjalistów narodowi demokraci zyskali szerokie poparcie wśród klas średnich. Program gospodarczy Narodowej Demokracji miał charakter narodowo-liberalny: dążył do budowy polskiego narodowego kapitalizmu, bronił własności prywatnej i wolnego rynku, ale dopuszczał interwencję państwa w obronie interesu narodowego. W latach 30. coraz większą popularność zyskiwały koncepcje korporacjonistyczne i dystrybucjonistyczne sformułowane przez Adama Doboszyńskiego.
Ideologia Narodowej Demokracji tworzyła się pod wpływem pozytywizmu i początkowo miała charakter agnostyczny. Katolicyzm szanowano jako „instytucję narodową”, ale podporządkowywano interesowi narodowemu (koncepcja „etyki narodowej” Zygmunta Balickiego). Stopniowo postępowało jednak zbliżanie endecji do katolicyzmu, czego zwieńczeniem była publikacja R. Dmowskiego Kościół, Naród i Państwo, w której stwierdził, że „Katolicyzm nie jest dodatkiem do polskości, zabarwieniem jej na pewien sposób, ale tkwi w jej istocie, w znacznej mierze stanowi jej istotę”.
W okresie budowania niepodległości Narodowa Demokracja była zdecydowanym przeciwnikiem idei jagiellońskiej i federalizmu, preferując polskie państwo narodowe. Mniejszości narodowe we wschodnich częściach kraju uznawano za materiał podatny na polonizację.
Jednym z elementów ideologii endecji był antysemityzm. Dmowski uważał Żydów za wroga wewnętrznego – zagrożenie dla Polaków, element obcy, którego prawa należy ograniczać i – w miarę możliwości – usunąć z Polski. Antysemityzm Narodowej Demokracji bazował głównie na kwestiach ekonomicznych. Zagrożenie dla Polaków endecy widzieli w dużym udziale Żydów w handlu, rzemiośle i w warstwach wykształconych (adwokaci, lekarze). Jednym z najczęściej powtarzanych haseł endecji było nawoływanie do bojkotu sklepów żydowskich.
Od końca lat dwudziestych retoryka i propaganda antysemicka stanowiła stały składnik programu Narodowej Demokracji; nasiliła się szczególnie w latach trzydziestych, kiedy to zradykalizowana młodzież narodowa organizowała akcje mające na celu ograniczenie praw Żydów w życiu społecznym (np. na wyższych uczelniach, zob. numerus clausus), demonstracje, ekscesy antyżydowskie. Ten ostatni rodzaj akcji nie znajdował poparcia wśród sporej części starszych działaczy endecji. W zwalczaniu Żydów niektórzy narodowcy posuwali się też do antysemityzmu, tropiąc i piętnując Polaków pochodzenia żydowskiego. Proceder ten uprawiany był przede wszystkim przez działaczy RN-R Falanga, którzy kontestowali dotychczasową formułę i tradycję endecji, odcinając się od niej. Celem ataków byli m.in. wykładowcy uniwersyteccy żydowskiego pochodzenia (np. Szymon Askenazy) oraz literaci i dziennikarze, w tym Antoni Słonimski, Julian Tuwim i Bolesław Leśmian.

## Prasa w okresie międzywojennym
Obóz narodowy dysponował liczną i dobrze zorganizowaną prasą. Oficjalnym organem ZLN była wznowiona w 1918 Gazeta Warszawska, organem teoretycznym była od 1926 „Myśl Narodowa”. Wydawano wiele periodyków, m.in. takich jak „Gazeta Świąteczna” i „Zorza” w Warszawie, „Ojczyzna” w Kielcach, „Wieniec” i „Pszczółka” w Krakowie.
Duży zasięg posiadała prasa codzienna. Z endecją związany był koncern prasowy Drukarnia Polska w Poznaniu wydający Kurier Poznański, dodatkowo warszawska Gazeta Poranna 2 Grosze, lwowskie Słowo Polskie (do zamachu majowego), Goniec Krakowski, Gazeta Bydgoska, toruńskie Słowo Pomorskie, Dziennik Wileński, Głos Lubelski.

## Organizacje związane z Narodową Demokracją

### Zabory i II Rzeczypospolita
Polityczne
- Liga Narodowa (1893-1928, tajny ośrodek kierowniczy narodowej demokracji)
- Stronnictwo Narodowo-Demokratyczne (1897-1919, partia polityczna, zabór rosyjski)
- Stronnictwo Demokratyczno-Narodowe (1904-1919, partia polityczna, zabór austriacki)
- Polskie Towarzystwo Demokratyczne (1909-1919, partia polityczna, zabór pruski)
- Związek Ludowo-Narodowy (1919-1928, partia polityczna, kontynuacja SND, SDN i PTD)
- Obóz Wielkiej Polski (1926–1933, główna organizacja obozu narodowego)
- Stronnictwo Narodowe (1928–1947/działalność na emigracji, partia polityczna, kontynuacja ZLN)
- Obóz Wszechpolski (1936–1939, struktura SN na Śląsku)

Społeczne
- Polskie Towarzystwo Gimnastyczne „Sokół” (1867-1947, organizacja sportowa, zdominowana przez narodową demokrację)
- Towarzystwo Szkoły Ludowej (1891-1940, organizacja oświatowa, zdominowana przez narodową demokrację)
- Towarzystwo Oświaty Narodowej (1899-1905, tajna organizacja kulturalno-oświatowa)
- Towarzystwo Opieki nad Unitami (1903-1912, organizacja wspierająca prześladowanych grekokatolików)
- Narodowy Związek Robotniczy (1905-1920, organizacja robotnicza, w 1908 zerwała z narodową demokracją)
- Polska Macierz Szkolna (1905-1907 i 1916-1939, organizacja kulturalno-oświatowa, zdominowana przez narodową demokrację)
- Towarzystwo Popierania Przemysłu i Handlu Polskiego „Rozwój” (1913-1923, organizacja samopomocowa rzemieślników i handlarzy)
- Narodowa Organizacja Kobiet (1919-1939, organizacja kobieca, jedna z organizacji „zewnętrznych” obozu narodowego)
- Zjednoczenie Zawodowe „Praca Polska” (1925-1939, organizacja zawodowa, jedna z organizacji „zewnętrznych” obozu narodowego)

Młodzieżowe
- Związek Młodzieży Polskiej „Zet” (1887-1918, trójzaborowa organizacja konspiracyjna młodzieży akademickiej)
- Związek Młodzieży Polskiej „Przyszłość” (1901-1922, trójzaborowa organizacja szkół średnich)
- Związek Akademicki Młodzież Wszechpolska (1922–1946, organizacja akademicka, jedna z organizacji „zewnętrznych” obozu narodowego)
- Ruch Młodych Obozu Wielkiej Polski (1927–1933, organizacja młodzieżowa, młodzieżówka OWP)
- Narodowa Organizacja Gimnazjalna (1927-1939, tajna organizacja młodzieżowa)
- Młodzież Wielkiej Polski (1932–1946, organizacja młodzieżowa, jedna z organizacji „zewnętrznych” obozu narodowego)
- Sekcja Młodych Stronnictwa Narodowego (1933-1939, organizacja młodzieżowa, młodzieżówka SN, kontynuacja RM OWP)

Wojskowe i paramilitarne
- Związek Bojowy NZR (1905-1908, organizacja paramilitarna powstała podczas rewolucji 1905)
- Polskie Kadry Wojskowe (1918, konspiracyjna organizacja wojskowa działająca na terenie Lwowa i Małopolski wschodniej, dowodzona przez kpt. Czesława Mączyńskiego późniejszego dowódcę obrony Lwowa w listopadzie 1918)
- Straż Narodowa (1923-1927, organizacja paramilitarna)

Rozłamowe
- Narodowy Związek Chłopski (1912-1917, organizacja chłopska założona przez byłych działaczy narodowej demokracji)
- Narodowe Zjednoczenie Ludowe (1919-1922, partia rozłamowa)
- Związek Młodych Narodowców (1932-1939, pierwotnie organizacja zastępcza dla rozwiązanego OWP w Wielkopolsce i na Pomorzu, następnie organizacja rozłamowa, prorządowa, działająca pod szyldem Ruchu Narodowo-Państwowego)
- Obóz Narodowo-Radykalny (1934, następnie zdelegalizowany, nielegalnie funkcjonujący w latach 1934–1939 jako ONR-ABC, po wybuchu wojny jako Grupa Szańca)
- Ruch Narodowo-Radykalny (1935–1939, wyłamał się z ONR w 1935, znany potocznie jako Falanga)

### Organizacje konspiracyjne i zbrojne powołane w latach 1939–1947
- Narodowa Organizacja Wojskowa 1939–1942 (część scalona z AK, część utworzyła NSZ)
- Związek Jaszczurczy 1939–1942 (w 1942 roku wszedł do NSZ)
- Narodowo-Ludowa Organizacja Wojskowa 1939–1942 (w 1942 roku weszła do NSZ)
- Narodowa Organizacja Bojowa 1939-1941
- Ojczyzna 1939-1945
- Konfederacja Narodu 1940–1943 (w 1943 roku scalona z AK)
- Narodowe Siły Zbrojne 1942–1947 (w 1947 roku resztki NSZ podporządkowały się NZW)
- Narodowe Zjednoczenie Wojskowe 1944–1956
- „Ekspozytura „F2” Oddziału II Sztabu Głównego WP we Francji” najskuteczniejsza siatka wywiadowcza działająca na terenie Francji, zorganizowana przez działaczy Narodowej Demokracji: Leona Śliwińskiego ps. Jean-Bol, Wincentego Jordan Rozwadowskiego ps. Pascal i Stanisława Łuckiego ps. Arab[69].

### PRL i emigracja
- Stronnictwo Narodowe (1939-1992, partia narodowej demokracji na emigracji)
- Liga Narodowo-Demokratyczna (1958-1960, organizacja opozycyjna)
- Komitet Samoobrony Polskiej (1977-1981, organizacja społeczna)
- Ruch Młodej Polski (1979-1982, organizacja opozycyjna)